# 1460 в Україні

## Особи

### Народились
- Острозький Костянтин Іванович (1460—1530) — військовий і державний діяч Великого Князівства Литовського, Руського та Жемайтійського, староста брацлавський (1497—1500 роки), вінницький (1507—1516) та звенигородський (1518—1530), староста луцький і упитський, маршалок Волинської землі (1507—1522), каштелян віленський (1511—1522), воєвода трокський (троцький) (1522—1530), Великий гетьман Литовський (1497—1500, 1507—1530).

## Засновані, зведені
- Велика Слобідка
- Голосків (Кам'янець-Подільський район)
- Нефедівці
- Острівчани
- Панівці (Кам'янець-Подільський район)
- Розгірче
- Сільце (Підгаєцький район)
- Цитуля